# Genesco Murta
Genesco Murta Lages (Minas Novas, 1885 - Belo Horizonte, 1967) foi um pintor, desenhista, caricaturista e professor.
Genesco Murta nasceu em Minas Novas, e mudou-se para Belo Horizonte em 1910, exercendo a atividade de pintor e caricaturista. Entre os anos de 1912 e 1915 Murta viaja para a Europa à estudos, pago pelo governo de Minas Gerais. Em Paris ele estuda com os pintores Charles Guérin e com Bernard Naudin.
Após retornar ao Brasil, Murta abre uma escola de desenho, escultura e gravura, em sociedade com Luís de Soto, artista gravador. Retorna à Europa em 1922, e após visitar diversos países, se estabelece em Munique, onde estuda na Academia Hoffman até 1924, quando retorna ao Brasil em definitivo, trabalhando em pintura de forma intensa nos anos seguintes.